# Spergularia spruceana
Spergularia spruceana là loài thực vật có hoa thuộc họ Cẩm chướng. Loài này được R. Rossbach miêu tả khoa học đầu tiên năm 1940.